# يو إف سي لايف: جونز ضد ماتيوشينكو
يو إف سي لايف: جونز ضد ماتيوشينكو (بالإنجليزية: UFC Live: Jones vs. Matyushenko)‏ هو حدث لفنون القتال المختلطة نظمته يو إف سي، أُقيم في 1 أغسطس 2010، على بشانغا أرينا في سان دييغو، كاليفورنيا، الولايات المتحدة.